# Theodor Hauschild
Theodor Hauschild (* 4. Januar 1929 in Erfurt; † 8. September 2024 in Hamburg) war ein deutscher Bauforscher.

## Werdegang
Theodor Hauschild studierte nach dem Schulbesuch in Berlin seit 1949 Architektur an der Technischen Universität Berlin und schloss das Studium 1956 als Diplom-Ingenieur ab. Ein Jahr später wurde er an der Abteilung Madrid des Deutschen Archäologischen Instituts (DAI) als Wissenschaftlicher Referent angestellt. Es sollte für Hauschild der zentrale Mittelpunkt der restlichen Karriere werden. 1965 wurde er an der TU Berlin bei Ernst Heinrich mit der Arbeit Der Kultbau neben dem römischen Ruinenkomplex bei Estoi in der Provincia Lusitania (Milreu) promoviert. Seit 1969 führte er Ausgrabungen in Centcelles und Tarragona (Tarraco) durch und wurde später mit der Leitung des DAI-Projektes Römische Stadtforschung auf der Iberischen Halbinsel betraut. Für dieses Projekt führte Hauschild Ausgrabungen im römischen Municipium von Munigua bei Sevilla und der Villa rustica von Milreu bei Estói durch. 1980 wurde er Zweiter Direktor der Abteilung Madrid des Deutschen Archäologischen Instituts und Leiter der Außenstelle Lissabon der Abteilung Madrid. Die Universität Barcelona verlieh ihm 1984 die Ehrendoktorwürde. 1994 trat er in den Ruhestand. Er war ordentliches Mitglied des Deutschen Archäologischen Instituts.

## Schriften
- mit Helmut Schlunk: Die Denkmäler der frühchristlichen und westgotischen Zeit (Hispania antiqua). von Zabern, Mainz 1978 (2. Auflage 1995), ISBN 3-8053-0276-2.
- mit Siegfried Hutter: El faro romano de La Coruña. Castro, Sada 1991, ISBN 84-7492-543-6.
- mit Michael Blech und Dieter Hertel: Mulva III. Das Grabgebäude in der Nekropole Ost, die Skulpturen, die Terrakotten (= Madrider Beiträge. Band 21). Philipp von Zabern, Mainz 1993, ISBN 3-8053-1517-1.
- mit Walter Trillmich, Michael Blech, Hans Georg Niemeyer, Annette Nünnerich-Asmus, Ulla Kreilinger: Denkmäler der Römerzeit (Hispania antiqua). von Zabern, Mainz 1993, ISBN 3-8053-1547-3.
- Mitautor: Blick = Mira! Das Fotoarchiv des Deutschen Archäologischen Instituts, Abteilung Madrid = El archivo fotográfico del Instituto Arqueológico Alemán de Madrid = L’arxiu fotogràfic de l’Institut Arqueològic Alemany de Madrid. Museu Nacional Arqueòlogic de Tarragona, Tarragona 2006, ISBN 849325875X = Blick = Mira! El archivo fotográfico del Instituto Arqueológico Alemán, Dirección General de Cultura, Murcia 2007, ISBN 978-84-606-4373-9.
- mit Felix Teichner: Der römische Tempel in Évora (Portugal). Bauaufnahme, Ausgrabung, Wertung (= Madrider Beiträge. Band 35). Reichert, Wiesbaden 2017, ISBN 978-3-95490-162-3.